# گرینفیلد (کالیفرنیا)
گرین فیلد (به انگلیسی: Greenfield) شهری در شهرستان مونتری ایالت کالیفرنیا است که در سرشماری سال ۲۰۱۰ میلادی، ۱۶۳۳۰ نفر جمعیت داشته است.